# Игре без граница
Игре без граница (фр. Jeux Sans Frontières) је пан-европски телевизијски забавни шоу.
Њена оригинална концепција је била емитована од 1965. до 1999. године под окриљем Европске радиодифузне уније и у њој су се такмичили такмичари из разних европских земаља обучени у необичне костиме (обично у гломазна одела од латекса) да би извршили необичне задатке.
Идеја за овакав шоу је потекла од француског председника Шарла де Гола, чија је жеља била да се француска и немачка омладина такмични у низу забавних игара како би се учврстило пријатељство између две државе. Игре су биле инспирисане такмичењима међу француским градовима. У првом издању Игара без граница (под називом Игре између нација) такмичили су се тимови из Француске, Немачке, Белгије и Италије .
Свака земља учесница је била домаћин једне рунде игара. Сваке игре је судио пар „међународних“ судија, Ђенаро Оливијери и Гвидо Панкалди.

## Земље учеснице и победнице
Између 1965. и 1999. 20 земаља је учествовало у 30 издања Игара без граница:
| Држава               | Године учешћа                              | Број учешћа     | Број победа |
| Белгија              | 1965-1982, 1988-1989                       | 20              | 2           |
| Немачка              | 1965-1980                                  | 16              | 6           |
| Француска            | 1965-1968, 1970-1982, 1988-1992, 1997-1999 | 25              | 3           |
| Италија              | 1965-1982, 1988-1999                       | 30              | 4           |
| Швајцарска           | 1967-1982, 1992-1999                       | 24              | 2           |
| Уједињено Краљевство | 1967-1982 (1991-1994: само Велс)           | 16              | 4           |
| Холандија            | 1970-1977, 1997-1998                       | 10              | 0           |
| Лихтенштајн          | 1976                                       | 1 (једна рунда) | 0           |
| Југославија          | 1978-1982, 1990                            | 6               | 0           |
| Португалија          | 1979-1982, 1988-1998                       | 15              | 5           |
| Шпанија              | 1988, 1990-1992                            | 4               | 1           |
| Сан Марино           | 1989-1991                                  | 3               | 0           |
| Велс                 | 1991-1994                                  | 4               | 0           |
| Тунис                | 1992                                       | 1               | 0           |
| Чехословачка         | 1991-1992                                  | 1               | 1           |
| Чешка                | 1993-1995                                  | 3               | 2           |
| Грчка                | 1993-1999                                  | 7               | 0           |
| Мађарска             | 1993-1999                                  | 7               | 3           |
| Словенија            | 1994, 1996-1997, 1999                      | 4               | 0           |
| Малта                | 1994-1995                                  | 2               | 0           |

Лихтенштајн је учествовао 1976. заменивши Швајцарску у једној рунди. Велс је од 1991. до 1994. учествовао у име Уједињеног Краљевства. Чехословачка је 1992. учествовала само са чешким тимом, а следеће године Чешка је учествовала као самостална држава.